# Providentissimus Deus
Providentissimus Deus (kratica PD)--> je papeška okrožnica (enciklika), ki jo je 18. novembra 1893 izdal papež Leon XIII.
Okrožnica se ukvarja z vprašanjem preučevanja Svetega pisma; nastala je kot odgovor Rimskokatoliške Cerkve proti napadom s strani racionalistov v drugi polovici 19. stoletja.